# Peter Dijkstra
Peter Dijkstra (11 juni 1978) is een Nederlands dirigent. 

## Biografie
Peter Dijkstra studeerde koordirectie, orkestdirectie en solozang aan de conservatoria van Den Haag, Keulen en Stockholm en behaalde voor deze studies het diploma summa cum laude met onderscheiding. Verder volgde hij masterclasses bij vooraanstaande koordirigenten zoals Tõnu Kaljuste en Eric Ericsson. 
In 2002 werd aan Dijkstra de Kersjes-van de Groenekanbeurs voor jonge orkestdirigenten toegekend. Met het winnen van de eerste prijs op de Eric Ericson Competitie 2003 in Stockholm werd zijn internationale carrière in gang gezet. Vervolgens heeft hij als gastdirigent gefungeerd bij onder andere het Nederlands Kamerkoor, de BBC Singers, het Groot Omroepkoor, Deens Radiokoor, het RIAS Kammerchor te Berlijn en Collegium Vocale Gent. Zijn concertprogramma’s kenmerken zich door een breed spectrum aan muziekstijlen. Dijkstra trad als gastdirigent verder op bij onder andere het Symphonieorchester des Bayerischen Rundfunks, het Münchener Rundfunkorchester, DSO Berlin, het Japan Philharmonic Orchestra en in Nederland bij onder andere het Gelders Orkest, het Residentie Orkest en het Brabants Orkest.
Van 2005 tot 2016 was Dijkstra artistiek leider van het Chor des Bayerischen Rundfunks in München. In 2006 werd Dijkstra benoemd tot vaste gastdirigent van het Nederlands Kamerkoor. In 2007 is Dijkstra aangetreden als chef-dirigent van het Zweeds Radiokoor, na een verbintenis van drie jaar als eerste gastdirigent aldaar. Met gerenommeerde barokorkesten als Concerto Köln, Akademie für Alte Musik Berlin en het Drottningholms Barokorkester werkt hij regelmatig samen in uitvoeringen van barokoratoria.
In Nederland is Dijkstra sinds 1 september 2015 chef-dirigent van het Nederlands Kamerkoor, artistiek leider van vocaal ensemble MUSA te Utrecht, eerste gastdirigent van het Groot Omroepkoor en vaste gastdirigent van vocaal ensemble The Gents. Met dit koor toerde hij naar onder andere Japan, Spanje, Zweden en Groot-Brittannië en won hij verschillende prijzen op internationale festivals.
Van Dijkstra zijn cd's verschenen bij het label Channel Classics Records met het Zweeds Radiokoor, The Gents en het Nederlands Kamerkoor, en bij de labels BR Klassik, Sony Classics en Oehms Classics cd's van het Chor des Bayerischen Rundfunks.

## Koren
Als (gast)dirigent en/of artistiek leider was/is Dijkstra verbonden bij de volgende koren:
- Leiderdorps Kamerkoor (dirigent van 1997-2004)
- Vocaal ensemble Coqu (gastdirigent 2001)
- Utrechts Kamerkoor Venus (dirigent tot 2004)
- Mannenkoor The Gents (oprichter en artistiek leider/dirigent van 1999-2007 / vaste gast-dirigent sinds 2007)
- Nederlands Kamerkoor (vaste gastdirigent sinds 1 augustus 2005 / chef-dirigent sinds augustus 2015)
- Zweeds Radiokoor (eerste gast-dirigent sinds 2004 / chef-dirigent sinds september 2007)
- Chor des Bayerischen Rundfunks München (artistiek leider sinds september 2005)
- vocaal ensemble MUSA Utrecht (oprichter en artistiek leider sinds 2005)
- World Youth Choir (gastdirigent tijdens tournee in 2007)
- The BBC Singers
- Groot Omroepkoor
- Deens Radiokoor
- RIAS Kammerchor Berlijn
- Collegium Vocale Gent

## Orkesten
De volgende orkesten werden als gast-dirigent door Dijkstra geleid:
- Symphonieorchester des Bayerischen Rundfunks
- Münchner Rundfunkorchester
- DSO Berlin
- Japan Philharmonic Orchestra
- Gelders Orkest
- Residentie Orkest
- Bochumer Symphoniker
- Gävle Symphony-orchestra
- Concerto Köln
- Akademie für Alte Musik Berlin
- Nederlandse Bachvereniging

## Prijzen
- 2002: Beurs van het Kersjes-van de Groenekanfonds voor jonge orkestdirigenten
- 2003: Eric Ericsson Award tijdens de gelijknamige competitie te Stockholm
- 2008, 2016, 2019: Nominaties voor een Grammy Award in de categorie Best Choral Performance